# Бановина (історична область)
Бано́вина, раніше відома як Банська Кра́їна , Ба́нія (хорв. Banovina, Banska krajina, Banska zemlja, Banija) — географічна область у центральній Хорватії між річками Сава, Уна, і Купа, у південній частині Сісацько-Мославінської жупанії. Головні міста краю — Петриня, Глина, Костайниця і Двор. Область майже повністю лежить у межах Сісацько-Мославінської жупанії. Край постраждав під час хорватської війни за незалежність у 1990-х роках, при цьому велика частина населення втекла від війни, а економіка в тяжкому становищі.